# 恩奇·畢拉
恩奇·畢拉（法語：Enki Bilal）是一位法國漫畫家、電影導演。

## 生平
恩奇·畢拉本名Enes Bilalović，出生於南斯拉夫塞爾維亞貝爾格萊德，母親來自斯洛伐克，父親則是波斯尼亞裁縫師，他在9歲時移居巴黎。14歲時，他認識勒內·戈西尼，並在他的鼓勵下成為漫畫家。他於1970年代為法國雜誌《領航員》（Pilote）畫些恐怖、科幻或時事諷刺的短篇，於1972年出版了第一個故事《Le Bol Maudit》。
1975年，恩奇·畢拉開始與劇本作家皮埃爾·克里斯汀合作一系列黑暗和超現實的故事。
1983年，電影導演亞倫·雷奈要求恩奇·畢拉合作製作電影《人生像部小說》（La vie est un roman），恩奇·畢拉提供的彩繪圖案被納入電影劇情的佈景。
他最出名的是作品是《尼可波勒三部曲》，花費了十多年才完成。《尼可波勒三部曲》最後一部《寒冷赤道》被《Lire》雜誌選為年度最佳書籍，並被國際象棋拳擊發明者伊皮·華比殊認可為該運動的靈感來源。
2004年，恩奇·畢拉將《尼可波勒三部曲》中的《諸神混亂》改編為電影《妖獸世紀》。
2007年，《哈茲菲爾德四部曲》的最後一部《Quatre?》從未來的角度描述南斯拉夫的分裂。《哈茲菲爾德四部曲》第三部《Rendez-vous à Paris》是2006年第五暢銷漫畫，共售出28萬冊。
2012年，恩奇·畢拉參加盧浮宮舉辦的個展。這個個展名為《盧浮宮的幽靈》於2012年12月20日至2013年3月18日舉行。

## 作品

### 漫畫
| 年分   | 中文書名     | 原文書名                                | 備註             |
| ------ | ------------ | --------------------------------------- | ---------------- |
| 1975年 | 遺忘之旅     | La Croisière des oubliés                |                  |
| 1975年 | 星球呼喚     | Le Vaisseau de pierre                   |                  |
| 1977年 | 不存在的小鎮 | La ville qui n'existait pas             |                  |
| 1978年 | 外太空記事   | Mémoires d'outre-espace                 |                  |
| 1979年 | 17號滅殺者   | Exterminateur 17                        |                  |
| 1979年 | 黑指令軍隊   | Les Phalanges de l'ordre noir           |                  |
| 1980年 | 諸神混亂     | La Foire aux immortels                  | 尼可波勒三部曲   |
| 1983年 | 狩獵派對     | Partie de chasse                        |                  |
| 1986年 | 女人陷阱     | La Femme piège                          | 尼可波勒三部曲   |
| 1988年 | 浴血之心     | Coeurs sanglants et autres faits divers |                  |
| 1992年 | 寒冷赤道     | Froid Équateur                          | 尼可波勒三部曲   |
| 1999年 | 沉睡的野獸   | Le Sommeil du monstre                   | 哈茲菲爾德四部曲 |
| 2003年 |              | 32 Décembre                             | 哈茲菲爾德四部曲 |
| 2006年 |              | Rendez-vous à Paris                     | 哈茲菲爾德四部曲 |
| 2007年 |              | Quatre?                                 | 哈茲菲爾德四部曲 |

### 電影
| 年分   | 中文片名   | 原文片名            | 備註 |
| ------ | ---------- | ------------------- | ---- |
| 1989年 | 邦克大飯店 | Bunker Palace Hôtel |      |
| 1996年 | 堤可月球   | Tykho Moon          |      |
| 2004年 | 妖獸世紀   | Immortel, ad vitam  |      |

## 外部連結
- Bilal publications in Pilote （页面存档备份，存于）, Metal Hurlant, (A SUIVRE) BDoubliées （法文）
- Enki Bilal （页面存档备份，存于） at Bedetheque （法文）
- 大漫画资料库上的页面：Enki Bilal
- 漫画书数据库：Enki Bilal
- Enki Bilal （页面存档备份，存于） Casterman's page
- Enki Bilal （页面存档备份，存于） presented at Lambiek's Comiclopedia
- Bilal fansite （页面存档备份，存于） （法文）
- Enki Bilal在互联网电影资料库（IMDb）上的資料（英文）